# Margaret MacDonald

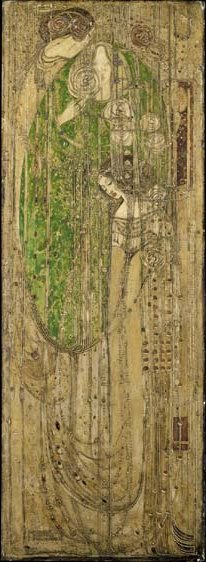
O ye, all ye that walk in Willowood, 1902

Margaret MacDonald, właściwie Margaret MacDonald Mackintosh (ur. 5 listopada 1865 w Tipton, zm. 10 stycznia 1933 w Chelsea) – szkocka malarka tworząca w stylu secesji.

## Życiorys
Margaret razem z siostrą Frances MacDonald podjęły studia na Glasgow School of Art. Tam zajmowała się różnymi technikami artystycznymi; obróbką metali, haftem i tekstyliami.
Razem z mężem siostry Herbertem MacNairem, MacDonald była jednym z członków zgromadzenia Glasgow School znanym jako „Four”. W jej twórczości zauważa się zamiłowanie do bladych barw, zwłaszcza bieli.
Była żoną znanego architekta Charles Rennie Mackintosha, który za życia nie został doceniony. Zmarł w biedzie. Margaret kilka lat później podzieliła los męża i zmarła w osamotnieniu i nędzy.
Architektura i wzornictwo stworzone przez Margaret i jej męża zdobyły później uznanie. Obecnie mówi się o Glasgow Style, którego najbardziej znanym przykładem jest budynek Glasgow School of Art.

## Galeria

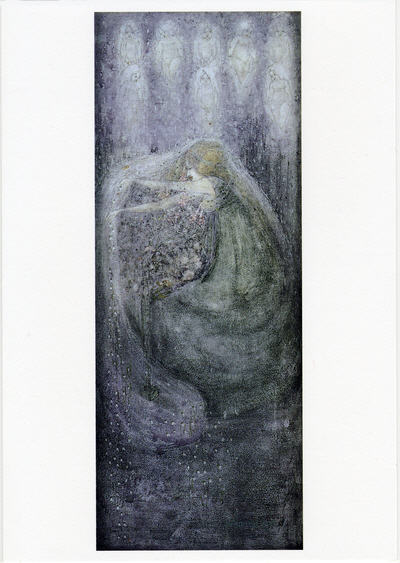
Zima
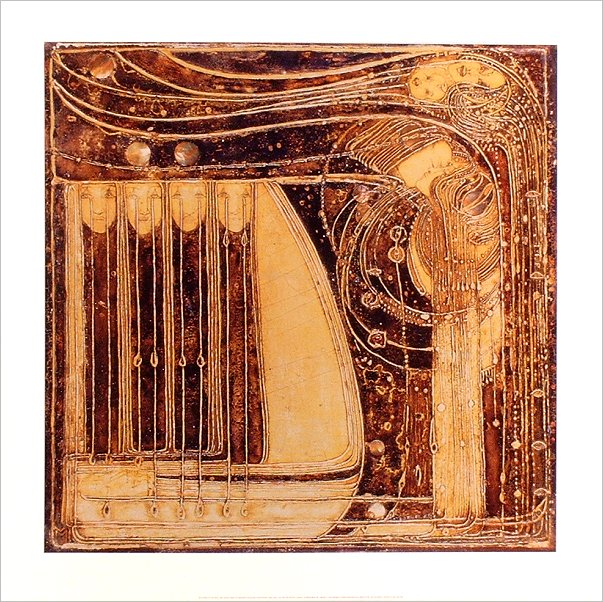
Opera of The Seas
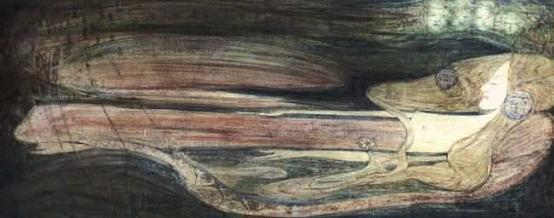
Ofelia